# Garryspillane
Garryspillane, ibland även Garryspellane (iriska: Garraí Uí Spealáin) är en ort i grevskapet Limerick på Irland.